# 木衛一火山觀測者
木衛一火山觀測者（Io Volcano Observer）是美國國家航空暨太空總署計畫的木星衛星探測任務，將繞行木星、木衛一至少九次。木衛一火山觀測者由亞利桑那州立大學和約翰·霍普金斯大學應用物理實驗室在2010年和2015年提出，也是新疆界計畫的一部分。木衛一火山觀測者原本是在2009年發現和偵察任務（DSMCE）研究計劃的一部分。
木衛一火山觀測者是低成本，外側行星的探測任務，將探索木衛一活火山和木星系統影響、磁場、熔岩溫度、大氣成分、火山噴發物。